# Туфи (Виченца)
Туфи је насеље у Италији у округу Виченца, региону Венето.
Према процени из 2011. у насељу је живело 122 становника. Насеље се налази на надморској висини од 169 м.